# City Gate Ramat Gan
City Gate Ramat Gan ou Moshe Aviv Tower (en hébreu: מגדל משה אביב, appelée communément City Gate), est un gratte-ciel situé sur la route Jabotinsky au nord-est de Ramat Gan, en Israël. Il s'agit du plus haut bâtiment d'Israël, dépassant la tour circulaire de l'Azrieli Center quand il a été construit. Il sert à la fois d'immeuble de bureau et d'immeuble résidentiel. Le nom du bâtiment vient de Moshé Aviv, le nom du propriétaire de l'entreprise qui a construit la tour, celui-ci étant mort en octobre 2001, avant la fin des travaux, dans un accident de cheval.

## Construction
Le design de la City Gate est inspiré de la fameuse Westendstraße 1 à Francfort.
La construction de la tour a débuté en 1998 pour s'achever en 2003. La période de construction a été extrêmement courte. La quantité de béton coulé par mois était de 3 000 m3, sur un étage normal on retrouve 42 fenêtres. Le coût total de la construction était de 130 millions de dollars (env. 95 800 000 €). La hauteur de la tour est de 244 m, avec 69 étages, 5 niveaux souterrains, ainsi que d'autres zones totalisant un espace de 180 000 m2.
La majeure partie de la tour (63 000 m2) sert de bureaux, tandis que les 12 derniers étages sont réservés à un usage résidentiel.
Le bâtiment est apparu à la télévision, pour le loto israélien, avant la fin des travaux, en décembre 2002. La tour possède également sa propre salle de gymnastique, ainsi qu'une synagogue et deux piscines. À cette date c'est le bâtiment le plus coûteux en Israël.

## L'avenir
Le 27 septembre 2004, dans le cadre d'une campagne annuel pour la lutte contre le cancer du sein, la tour a été intégralement illuminée en rose.